# Због њих сам волела Београд
 Због њих сам волела Београд је књига коју је 19. марта 2018. године објавила српска књижевница Исидора Бјелица у издању издавачке куће Лагуна.

## О аутору
Исидора Бјелица (удата Пајкић; Сарајево, 10. децембар 1967 — Београд, 5. август 2020) била је српска књижевница и ТВ водитељка.
У Сарајеву је и завршила гимназију. Затим је завршила Факултет драмских уметности у Београду (одсек драматургија) и магистрирала на истом факултету са тезом „Технотрилер као савремени облик трагедије”. Ауторка је више од 40 књига посвећених различитим генерацијама.

## О делу
Како се запалио аутомобил у којем су били Милорад Павић са својом супругом и брачним паром Бјелица – Пајкић? Због чега је Исидора шверцовала у гепеку Олгу Стојановић преко границе? Шта се десило када је мали Лав потегао пластични митраљез на Николу Кавају, чувеног ловца на Тита? О чему је Стево Жигон причао са Исидором када су носили хуманитарну помоћ у Крајину? Шта јој је Миодраг Булатовић рекао у једном поверљивом разговору телефоном? Како ју је камен у бубрегу помирио са Живојином Павловићем? Шта јој је Ксенија Пајчин рекла о пријатељству? Како је Јован Ћирилов променио наслов једног од њених најчитанијих романа?
У књизи Због њих сам волела Београд Исидора Бјелица записала је сећања на дружења са својим славним пријатељима. С препознатљивом искреношћу и хумором Исидора је открила непознате податке о јавним личностима који су чинили Београд узбудљивим и вредним живљења у њему.
„Ова књига је подсећање и на живе и на оне који су отишли у другу димензију, а који су у једном тренутку свог живота чинили овај балкански град на неки начин чаробним”, записала је Исидора.

### Личности
У књизи су споменуте следеће познате личности :
- Милорад Павић
- Драгош Калајић
- Брана Црнчевић
- Динко Туцаковић
- Богдан Тирнанић
- Оља Ивањицки
- Небојша Ђукелић
- Ксенија Зечевић
- Никола Каваја
- Миро Радојчић
- Ксенија Пајчин
- Славко Ћурувија
- Видан Бунушевац
- Стево Жигон
- Ратко Ђуровић
- Миодраг Булатовић
- Драган Сакан
- Мома Димић
- Бранко Вукојевић
- Влада Дивљан
- Милан Делчић Делча
- Момо Капор
- Живојин Павловић
- Олга Стојановић
- Владимир Јовићевић Јов
- Душан Герзић Гера
- Раша Ливада
- Слободан Селенић
- Јован Христић
- Ана Радмиловић
- Велимир Бата Живојиновић
- Јован Ћирилов
- Драгана Ћосић
- Драган Николић